# Younis Al-Mushaifri
Younis Al-Mushaifri, de son nom complet Younis Khalifa Al-Mushaifri, est un footballeur omanais, né le 24 octobre 1981 en Oman.

## Palmarès

### En club
- Mascate Club :
  - Champion d'Oman en 2012
  - Vainqueur de la Supercoupe d'Oman en 2012

### En sélection nationale
- Finaliste de la Coupe du Golfe en 2007